# Lucky Soul

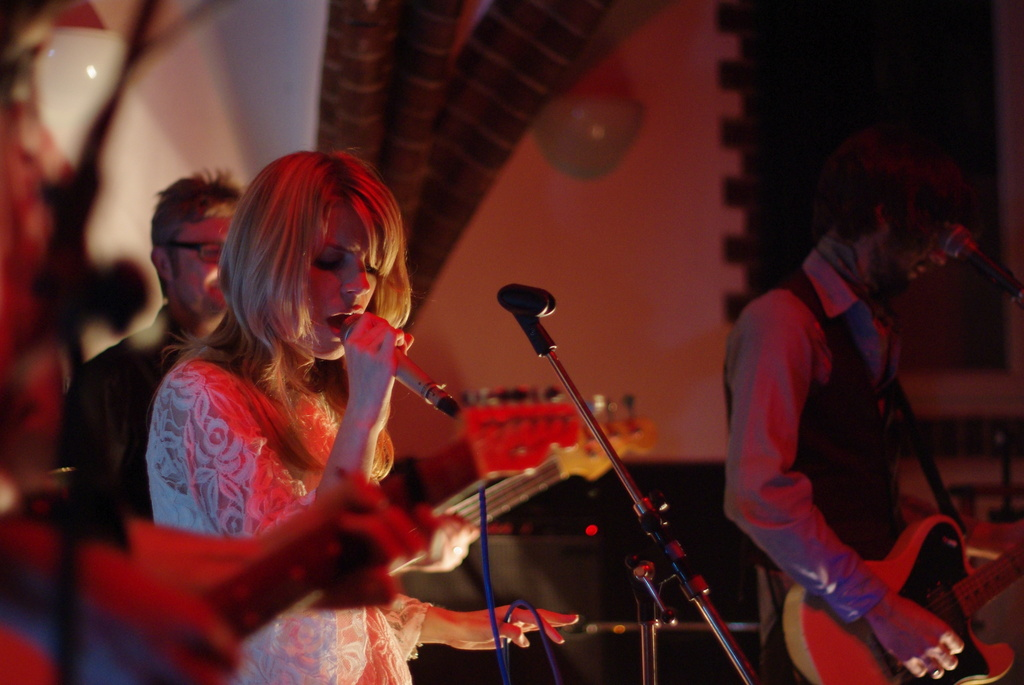

Lucky Soul es una banda británica de Indie pop proveniente del sudeste de Londres. Formada en el 2005, la banda cuenta con Ali Howard en voz, Andrew Laidlaw y Ivor Sims en guitarras, Russell Grooms en bajo, y Paul Atkins en batería.
La banda ha realizado numerosas presentaciones en el Reino Unido, así como también en el extranjero, y también participaron de teloneros en el Dylanesque Tour de Bryan Ferry en el 2007. Han realizado giras en países como España, Italia, Alemania, Suecia, Japón, Rusia, y en los Estados Unidos.

## Biografía
Su single debut "My Brittle Heart/Give Me Love", fue lanzado marzo del 2006, siendo nombrado "single de la semana" por el periódico inglés The Guardian, el cual lo describió como "melodías tan colosales, memorables e irresistibles como una estappida de elefantes tirándose sobre tu tienda". Los canciones que se convirtieron en sencillos en el 2007 fueron "Lips Are Unhappy" y "Ain't Never Been Cool", esta última logrando reconocimiento tras ser escogida como una de las mejores pistas del año por Colin Murray, DJ de la BBC Radio 1.
El primer álbum del grupo, titulado The Great Unwanted, fue lanzado en abril del 2007. Siendo producido por el británico George Shilling, al álbum le fueron otorgado 5 estrellas en reviews de varios medios, como Metro y The Independent, y 4 estrellas en The Guardian y The Times.
Actualmente el grupo está trabajando en su segundo álbum, y en abril del 2009 publicaron la nueva canción "Whoah Billy!" a través de su MySpace.

## Discografía

### Álbumes
1. The Great Unwanted (9 de abril de 2007)
2. A Coming of Age(2010)
3. Hard Lines (2017)

### Sencillos
1. "My Brittle Heart/Give Me Love" (20 de marzo de 2006)
2. "Lips Are Unhappy" (junio de 2006)
3. "Ain't Never Been Cool" (16 de enero de 2007)
4. "Add Your Light To Mine, Baby" (9 de marzo de 2007)
5. "One Kiss Don't Make a Summer" (3 de septiembre de 2007)
6. "Lips Are Unhappy/Lonely This Christmas" (17 de diciembre de 2007) - download only